# Mark Krasniqi
Mark Krasniqi (ur. 19 października 1920 w Glavičicy, zm. 28 sierpnia 2015 w Prisztinie) – jugosłowiański oraz kosowski pisarz, poeta, dziennikarz, tłumacz, geograf i etnograf.

## Życiorys
W latach 1941–1943 studiował literaturę na Uniwersytecie Padewskim, a w latach 1946-1950 geografię i etnografię na Uniwersytecie w Belgradzie. Po wojnie zaangażował się w działalność dziennikarską i redaktorską, w prizreńskiej gazecie Rilindja (1945-1946) oraz w albańskojęzycznej redakcji Radia Beograd (1947-1994). W tym czasie pracował również w Serbskiej Akademii Nauk i Sztuk w latach 1950-1961; początkowo jako asystent, następnie jako pracownik naukowy. W roku 1960 otrzymał doktorat na Uniwersytecie Lublańskim. W latach 1961–1981 był profesorem na Uniwersytecie w Prisztinie. Został pozbawiony tej funkcji z powodu uprzedzeń jugosłowiańskich władz wobec Albańczyków.
Był członkiem, następnie wiceprezesem Akademii Nauk Albanii; należał również do Akademii Nauk i Sztuk Kosowa. W 1970 roku został pierwszym prezesem Stowarzyszenia Pisarzy Kosowskich.
Za osiągnięcia naukowe otrzymał wiele odznaczeń, między innymi Złoty Medal Ligi Prizreńskiej w 2003 roku od ówczesnego prezydenta Kosowa, Ibrahima Rugovy oraz Order Honor Narodu w 2014 roku od ówczesnego prezydenta Albanii, Bujara Nishaniego.

### Działalność pisarska
Mark Krasniqi był autorem kilkudziesięciu książek naukowych i podręczników szkolnych oraz tłumaczył serbskie, chorwackie, słoweńskie i macedońskie poezje na język albański. Pisał również wiersze dla dzieci i dorosłych; jeden z jego znanych tytułów dla dzieci to Posta e porositur.

## Działalność polityczna
W roku 1993 został prezesem Albańskiej Chrześcijańsko-Demokratycznej Partii Kosowa.